# Parròquia de Vaiņode
La Parròquia de Vaiņode (en letó: Vaiņodes pagasts) és una unitat administrativa del municipi de Vaiņode, al sud de Letònia. Abans de la reforma territorial administrativa de l'any 2009 pertanyia al raion de Liepaja.

## Pobles, viles i assentaments
- Auguste
- Mālkalne
- Vaiņode
- Vaiņodes muiža
- Vecbāta